# Stibadium laodamia
Stibadium laodamia är en fjärilsart som beskrevs av Druce 1890. Stibadium laodamia ingår i släktet Stibadium och familjen nattflyn. Inga underarter finns listade i Catalogue of Life.